# Hans Henrik Andersen
Hans Henrik Andersen (* 1. Mai 1937 in Frederiksberg, Dänemark; † 3. November 2012) war ein dänischer Atomphysiker. Er war Professor am Niels-Bohr-Institut der Universität Kopenhagen (emeritiert 2004) und war Mitherausgeber der wissenschaftlichen Zeitschrift „Nuclear Instruments and Methods in Physics Research, Section B: Beam Interactions with Materials and Atoms“.
Er hat wesentliche Beiträge zu verschiedenen Gebieten der Atomphysik und der Festkörperphysik geleistet, insbesondere auf dem Gebiet des Bremsvermögens von Materie für schnelle geladene Teilchen. Die Genauigkeit (0,3 – 0,5 %) seiner Messungen des Bremsvermögens dünner Folien ist bis heute (2006) unübertroffen. Sie erfolgten durch Messung der Wärmeentwicklung in der Folie bei der Temperatur des flüssigen Heliums (−269 °C).
1969 gelang ihm mit Mitarbeitern der Nachweis, dass das Bremsvermögen für Alphateilchen mehr als viermal so groß wie das für Protonen ist. Da die Kernladungszahl {\displaystyle z} des Alphateilchens genau doppelt so groß ist wie die des Protons, bedeutet das, dass das Bremsvermögen nicht genau {\displaystyle z^{2}} proportional ist, wie es der einfachen Bethe-Formel entspräche. Dies war ein neuerlicher Beweis für die Existenz des Barkas-Effekts (nach Walter H. Barkas, auch Barkas-Andersen-Effekt genannt).